# Місія Божественного Світла
Місія Божественного Світла (Divya Sandesh Parishad; DLM) була організацією, заснованою в 1960 році гуру Гансом Джі Махараджем для його послідовників у північній Індії. Протягом 1970-х років DLM набув популярності на Заході під керівництвом його четвертого і молодшого сина (Прем Рават). Деякі вчені відзначають вплив Бхагавад-Ґіти та традиції Радха Соамі, ака Рух Сант Мат, але західний рух широко розглядався як новий релігійний рух, культ, харизматична релігійна секта або альтернативна релігія. Представники DLM заявили, що рух представляє церкву, а не релігію.
Коли Шрі Ханс Джі Махарадж помер у 1966 році, його наступником на посаді гуру став Прем Рават, якому тоді було лише вісім років, незважаючи на те, що інші члени сім’ї стверджували проти нього. Хоча Прем Рават був визнаний наступником свого батька, через його вік його сім'я зберегла ефективний контроль над DLM. У 1971 році Рават кинув виклик своїй матері, вирушивши до Великобританії та США, де були створені та швидко розширені місцеві філії DLM. До 1973 року DLM мав понад мільйон послідовників в Індії та десятки тисяч послідовників на Заході, а також десятки ашрамів і сотні центрів.
Коли Рават подорослішав, він почав брати більш активну участь у русі, а коли йому виповнилося шістнадцять років, після фінансово катастрофічного фестивалю Millennium '73, він узяв адміністративний контроль над американським відділенням. Його зростаюча незалежність і одруження з неіндіанкою в 1974 році призвели до постійного розриву з його матір'ю та двома його братами, Сатпал Джі Махараджем і Бхоле Джі Махараджем. Вони повернулися до Індії, де його старший брат Сатпал Махарадж перебрав контроль над індійським DLM.
На початку 1980-х Рават почав розпускати західну DLM. Він закрив ашрами та усунув залишки індійського впливу зі своєї презентації, щоб зробити її незалежною від будь-якої конкретної культури чи релігії. У США, Великобританії, Франції та Австралії Elan Vital був створений, щоб замінити DLM у підтримці Равата в його ролі вчителя.

## Історія

### Заснування та перші роки в Індії
Шрі Ганс Махарадж Джі, за ініціативою гуру Сант Мат Шрі Сварупананда Джі, почав викладати в провінціях Сінд і Лахор в Індії в 1930-х роках. У 1950 році він почав ініціювати Магатм, послідовників, які самі могли ініціювати відданих, і створив журнал під назвою «Hansadesh», який все ще працює в 2017 році.
У 1960 році в місті Патна він заснував Місію Божественного Світла (Divya Sandesh Parishad ) для організації послідовників по всій Північній Індії. На момент його смерті 19 липня 1966 року Місія Божественного Світла мала шість мільйонів членів в Індії.
Під час традиційної 13-денної жалоби його мати та високопосадовці організації обговорили престолонаслідування. Прем Рават, якому на той час було 8 років, звернувся до натовпу, і вони прийняли його як свого вчителя та «Ідеального Майстра» і назвали Бал Бхагван. Через його вік ефективний контроль над DLM розподіляв уся родина.

### Міжнародні сліди
У 1971 році Рават, тоді відомий як Гуру Махараджі Джі, вирушив на Захід проти бажання та волі своєї матері. DLM було засновано в США та Великобританії Штаб-квартира філії в США була в Денвері, Колорадо. Там вона була зареєстрована як некомерційна корпорація, а в 1974 році Служба внутрішніх доходів Сполучених Штатів визнала її церквою відповідно до розділу 501(c)(3).
До 1972 року DLM працював у Північній та Південній Америці, Європі та Австралії. До 1973 року DLM діяв у 37 країнах, десятки тисяч людей були ініційовані (стали преміями), а кілька сотень центрів і десятків ашрамів, утворених у США та Великобританії, DLM заявили, що на той час у нього було 8000 відданих і сорок ашрамів.
У Сполучених Штатах штат штаб-квартири зріс до 125, а телекси з’єднали штаб-квартиру з ашрамами. Було відкрито заклади соціального обслуговування, зокрема медичну клініку в Нью-Йорку. Було організовано жіночу духовну правозахисну організацію, яка покликана працювати з людьми у в’язницях, психіатричних закладах і лікарнях. Американський DLM видавав два періодичних видання: And It Is Divine (AIID), щомісячний журнал із тиражем 90 000 примірників; і Divine Times, газета, що виходить раз на два тижні з накладом 60 000 примірників. Обкладинка AIID становила 1 долар, але більшість роздавали безкоштовно, як і рекламу. Всесвітній корпус миру (WPC) був створений як сила безпеки для забезпечення захисту Равата. Після того, як Боб Мішлер, президент DLM, був усунений від влади, він сказав, що Рават отримав ідею створити загін охоронців після перегляду Хрещеного батька. WPC став організатором зустрічей і бізнесів. Під егідою США DLM було засновано різноманітні підприємства, включаючи пральні, магазини вживаного одягу, чартерні агенції («Divine Travel Services»), служби ремонту та послуги прибиральника «Cleanliness-is-Next-to-Godliness».

### Інцидент у Детройті
8 серпня 1973 року, коли Рават був у мерії Детройта, щоб отримати резолюцію, яка хвалила його роботу, Пет Галлі, який на той час був репортером детройтського підпільного періодичного видання Fifth Estate, вдарив його по обличчю кремовим пирогом для гоління.   Рават відповів, що він не хоче, щоб його нападника арештували або постраждали, але кілька днів потому на репортера напали двоє чоловіків і були серйозно поранені.   Коли місцеві члени дізналися про інцидент, вони повідомили Равата в Лос-Анджелесі, який висловив свої вибачення та співчуття родині Пет Галлі та попросив DLM провести повне розслідування. Особи нападників, один з них індієць, встановлені. Вони визнали свою причетність до події та запропонували здатися. Поліція Чикаго була негайно повідомлена.  Поліція Детройта відмовилася ініціювати процедуру екстрадиції, по-різному стверджуючи, що вони не змогли знайти нападників або що вартість їх екстрадиції з Чикаго до Детройта робить це непрактичним. Ордер на арешт залишився невиконаним.  Дехто пояснює це бездіяльність поліції Детройта радикальною політикою Галлі. Пізніше речник заявив, що громадянина Індії "відправили до Європи". 

### Фестивалі
Фестивалі були регулярною частиною діяльності Місії Божественного Світла та джерелом доходу. Члени платили б від 50 до 100 доларів за відвідування, а заходи Даршану збирали значні пожертви.  DLM святкує три основні фестивалі: Холі, який відзначається наприкінці березня або на початку квітня; Гуру Пуджа, яка проходила в липні; і Ганс Джаянті, який припадає на листопад.  Ханс Джаянті відзначає день народження засновника DLM.  За словами Марка Ґалантера, учасники фестивалю в Орландо, штат Флорида, «виглядали так, наче їх взяли з аспірантури великого університету — яскраві, не надто ретельно доглянуті, невимушено одягнені. Вони були жваві, доброзичливі й віддані спільним зусиллям. Не було неробства, нахабства, марихуани, пива, гучної музики чи флірту — усіх ознак більш типового зібрання людей за двадцять».  Інші фестивалі проводилися на національному та місцевому рівнях, іноді організовувалися без попереднього повідомлення. Відвідування аж десяти фестивалів на рік означало, що багато членів були не в змозі мати звичайну роботу на повний робочий день і змушені були жертвувати дозвіллям і громадською діяльністю, щоб присвятити час тому, щоб заробити гроші, необхідні для участі. 
У 1972 році сім великих літаків були зафрахтовані, щоб доставити членів зі США та інших країн на фестиваль Ханса Джаянті, який проходив у головному ашрамі поблизу Нью-Делі. 2500 іноземних членів відпочивали в «місті любові» місії протягом місяця.  Повідомляється, що захід зібрав 500 000 відвідувачів.  Коли Рават прилетів до Індії, щоб бути присутнім, його звинуватили в спробі контрабанди готівки та коштовностей на суму 65 000 доларів до країни, але жодних звинувачень так і не було висунуто. , а індійський уряд пізніше вибачився. Це звинувачення призвело до негативного висвітлення в індійській пресі та негативних почуттів між Раватом та його матір’ю, яка переконала його повернутися до Індії на фестиваль. 
У червні 1973 року британська DLM, за участю матері Према Равата від імені свого сина, організувала «Фестиваль кохання» в Палаці Александри у Лондоні. Хоча це привернуло тисячі відвідувачів, Рават почав отримувати вороже висвітлення в пресі, частково через те, що він запізнювався або взагалі не з’являвся на запланованих виступах. Членство зростало дуже швидко, але організатори не мали чіткого уявлення, куди вести наступних, і не мали фінансових ресурсів, щоб утримувати стільки штатних працівників.

#### Міленіум '73
Фестиваль Hans Jayanti 1973 року відбувся в Astrodome в Х'юстоні, штат Техас, і отримав назву "Millennium '73".  Безкоштовний триденний захід був названий «найвизначнішою подією в історії людства», яка ознаменувала «тисячу років миру для людей, які хочуть миру», ідея полягала в тому, що мир прийде у світ, коли люди відчують внутрішній мир.  Щоб популяризувати подію, 20-річний брат Према Равата, Бхоле Джі Рават, два тижні гастролював з групою з 60 учасників Blue Aquarius, даючи безкоштовні концерти. Тур із 500 учасниками отримав назву «Soul Rush» і відвідав сім міст на шляху до Х’юстона.
Ренні Девіс, добре відомий як один із обвинувачених у процесі « Чиказька сімка », привернув увагу ЗМІ як речник Равата.    На заході Девіс заявив, що «все, що я можу сказати, це те, що дуже скоро кожна людина дізнається, що той, кого чекали всі релігії всіх часів, насправді прийшов». На прес-конференції в Millennium Рават заперечував те, що він Месія, і на запитання журналістів про суперечності між тим, що він говорив про себе та тим, що говорили про нього його послідовники, Рават відповів: «Чому б вам не зробити мені послугу»... чому б вам не піти до відданих і не попросити їх пояснення щодо цього?» Тоді як брат Равата Сатпал номінально відповідав за фестиваль, Девіс був «Генеральним координатором» і займався деталями. 
Очікування щодо події були дуже високі, з прогнозами, що вона залучить понад 100 000  або навіть 400 000 людей із Сатпала. Девіс приватно сказав, що вважає 22 000 більш реалістичною оцінкою, і зарезервував 22 000 місць у готелі. Говорили навіть про місце на стоянці, відведене для посадки літаючої тарілки. Коли Сатпал почув про літаючу тарілку, він сказав: «Якщо ви побачите щось, просто дайте їм трохи нашої літератури». Фактична присутність була оцінена в 35 000, а поліція - в 10 000 
На заході була вражаюча постановка, рок-група з 56 учасників і гігантський відеоекран, на якому демонструвалася низка кадрів бурхливих 1960-х років.    Хоча це не було висвітлено в національних телевізійних новинах, воно знайшло широке висвітлення в друкованих ЗМІ. Повідомлялося, що сім’ї були «веселі, доброзичливі та незворушні та, здавалося, живилися своєю вірою». Для 400 перших батьків, які були присутні, Рават «був реабілітатором блудних синів і дочок».  Медійники виявили «плутану плутанину нечітко висловлених ідей».  Він був зображений у відзначеному нагородами документальному фільмі США «Володар Всесвіту», який транслював PBS Television у 1974 році.   Подію назвали «молодіжною культурною подією року».  Співак і автор пісень Лоудон Уейнрайт III відвідав фестиваль і пізніше зазначив, що в той час як приміщення всередині виглядали щасливими, ті, хто зовні, сперечалися з Ісусовими виродками та кришнаїтами . Пісня Уейнрайта «I am the Way» була частково натхненна Премом Раватом. 
На фестивалі Ларрі Бернштейн, лауреат премії, 41-річний архітектор описав «Божественне місто», яке буде побудовано з нуля, починаючи з наступного року. Це мали бути напівпрозорі шестикутні пластикові будинки, поставлені на бетонні колони та з’єднані монорейками. Транспортні засоби, що забруднюють навколишнє середовище, будуть замінені електромобілями, а сонячна енергія використовуватиметься для отримання енергії. Картки замінять готівку. Використання передових технологій для забезпечення чистого повітря, сказав журналісту Ренні Девіс, стане практичною демонстрацією того, що означає мати рай на землі.  Було запропоновано два місця: або Блакитний хребет, або десь поблизу Санта-Барбари, Каліфорнія. Колишній президент і віце-президент DLM пізніше сказав, що Прем Рават часто говорив про будівництво такого міста. Плани щодо міста були відкладені через фінансову кризу після фестивалю Millennium.  Реєстраційні документи для створення "City of Love and Light Unlimited, Inc." були подані в Колорадо в 1974 році, і була невдала спроба в 1975 році побудувати громаду поблизу Сан-Антоніо, Техас. 
DLM отримав борг, який оцінюється від 600 000 до понад 1 мільйона доларів США через погане управління та низьку відвідуваність.    Борг завдав серйозної шкоди фінансам DLM.   Витрати, пов’язані з подією, були покриті короткостроковим кредитом на основі очікування, що внески будуть надходити після безкоштовного фестивалю.  Фінансові труднощі DLM після тисячоліття змусили його закрити ашрами, продати свій друкарський бізнес і нерухомість, а також відмовитися від оренди свого комп’ютера IBM. Щомісячні пожертви впали зі 100 000 до 70 000 доларів.  За словами Мессера, «щоб сплатити борги, що залишилися після заходу в Х’юстоні, віддані по всій країні передали своє майно компанії Divine Sales, яка влаштувала катастрофічні гаражні розпродажі, відвідувала блошині ринки та винайшла численні заходи для розпорядження товарами».  До 1976 року борг вдалося скоротити до 80 000 доларів.  Отже, фестиваль вимагав змін політики в організації руху. 

### Шлюб і розрив
Через вік Према Равата Джагат Джанні Мата Джі, його мати та її старший син Сатпал Рават (пізніше відомий як Сатпал Джі Махарадж) керували справами всесвітньої DLM. Коли Прему Равату виповнилося шістнадцять, він захотів брати більш активну участь у керівництві рухом. За словами Даунтона, «це означало, що він повинен був зазіхнути на територію своєї матері, і, враховуючи той факт, що вона звикла мати контроль, бійка була неминуча».   У грудні 1973 року, коли йому виповнилося 16 років, Рават взяв на себе адміністративний контроль над відділенням Місії в США і почав відстоювати свою незалежність від своєї матері, яка повернулася до Індії разом із Сатпалом. 
У травні 1974 року суддя дав Равату згоду на шлюб без дозволу батьків.  Його одруження зі своєю секретаркою Маролін Джонсон, 24-річною послідовницею з Сан-Дієго, штат Каліфорнія, відсвяткували в неконфесійній церкві в Голдені, штат Колорадо .  Мати Равата, Мата Джі, не була запрошена.  В результаті одруження Рават став емансипованим неповнолітнім . Він назвав свою дружину «Дурга Джі», на честь індуїстської богині Дурги .  

### Вестернізація
Після розриву з матір'ю Рават оголосив, що він змінює переважно індійський імідж на західний і почав носити ділові костюми замість свого повністю білого індійського вбрання.  Індійські махатми були замінені західними, а індійська термінологія вийшла з ужитку. Рават закликав родичів залишити ашрами.  Згідно з однією оцінкою, до 1976 року число членів у всьому світі скоротилося з 6 мільйонів до 1,2 мільйона , а в США 50 000 заявлених ініціаторів скоротилися до 15 000 постійних учасників.  Представник місії пояснив у 1976 році, що вищі цифри були завищені через погане ведення обліку.  За одними оцінками, у середині 1970-х років в ашрамах проживало від 500 до 1200 членів.  До кінця 1970-х років рух втратив приблизно 80% своїх послідовників у США  . Бромлі та Хаммонд приписують занепад груп, включаючи Місію Божественного Світла, внутрішнім факторам, а також частково новинним ЗМІ. дискредитація звітів про їхню діяльність», облікові записи, які створили «широко поширене суспільне сприйняття «контролю розуму» та інших «культових» стереотипів». 
У 1980-х роках Прем Рават усунув індійські атрибути зі свого послання та прийняв більш західний стиль. Мелтон сказав, що місія була розпущена, [коли] Прем Рават особисто відмовився від атрибутів індійської культури та релігії, щоб зробити свої вчення незалежними від культури, вірувань і способу життя.  Према Равата більше не можна було шанувати як бога чи розглядати як Досконалого Майстра.    Ашрами були закриті разом із штаб-квартирою в Денвері (1979). Організація Divine Light Mission була замінена Elan Vital. назву організації в США було змінено на Elan Vital у 1983 році шляхом подання заяви про зміну назви організації. Прем Рават попросив, щоб його називали «Махараджі» замість «Гуру Махараджа Джі».

За словами Рона Гівза, релігійного вченого, який протягом останніх тридцяти років був пов’язаний із вченням Према Равата: 
Махараджі обрав шлях постійної трансформації, у якому організаційні форми створюються та використовуються, а потім знищуються, таким чином забезпечуючи гнучкість для боротьби зі швидкими змінами суспільних установок, забезпечуючи прагматичні вирішення внутрішніх проблем і, перш за все, зосереджуючи своїх учнів на суті повідомлення, а не периферійні вимоги організаційних форм. 

### DLM в Індії
У 1975 році Мата Джі взяла під свій контроль DLM в Індії в результаті розколу та поставила свого старшого сина, Сатпала Равата, його головою. Судовий процес в Індії призвів до того, що його брат Сатпал отримав контроль над місією Божественного Світла в Індії, а Рават продовжив очолювати DLM в решті світу.
Сатпал Рават, тепер відомий як Шрі Сатпал Джі Махарадж, навчає «Манав Дхарам» («Дхарам [Релігія] людства»). Він також є політиком і колишнім міністром Союзу в Індії та заснував Manav Utthan Sewa Samiti, яку він описує як «всеіндійську зареєстровану добровільну соціальну та благодійну організацію», яка також «робить вільним доступ до духовних Знань, які є суть усіх релігій».  Прихильники Сатпала Равата тепер стверджують, що він є законним наступником свого батька Ганса Джі Махараджа. Вчені, які писали про правонаступництво, повідомляють, що Сатпал та решта сім'ї прийняли та підтримували декларацію Према про правонаступництво протягом восьми років

## Вірування та практики
На думку деяких вчених, на Шрі Ханса вплинули як традиція Сант, так і Бхагавад Гіта . Рейнгарт Гуммель писав, що від першого походить зведення індуїзму до внутрішнього усвідомлення божественного та шанування гуру, а від другого — наголос на практичному житті. Хаммель також зазначив, що DLM ніколи не розробляв систематичної доктрини ні за часів Ганса, ні за часів Према Равата. Гуммель далі стверджував, що вплив північноіндійської традиції Сант був домінуючим в еклектичному мисленні Ганса, і що з традиції Сант також походить відмова від зовнішніх ритуалів і церемоній; відмова від аскетизму на користь господарського життя; відмова від шанування ідолів і орієнтація на гуру як прояв божественного. Хаммель також зазначив, що чотири техніки медитації мають центральне значення для Према, як і для Ганса. 
Не було нав’язано жодних правил чи положень, не навчали вірувань чи етичних практик.   Фундаментальні практики внутрішнього миру були втілені та пережиті через сатсанг, служіння та медитацію, підсумком яких є досвід під назвою «Знання». Члени DLM формально медитували двічі на день і відвідували дискурси про Знання (відомі як сатсанг), коли це було можливо. За словами Галантера, «сатсанг можна доставляти активним членам або тим, хто має випадковий інтерес. Це було щось на кшталт полеміки з притчами, і оскільки учасники були яскравими та витонченими, ці дискурси, як правило, були привабливими, використовуючи як індуїстську міфологію, так і західну філософію». У дослідженні, проведеному Фло Конвей та Джимом Сігельманом, колишні послідовники сказали, що вони витрачали 32,9 години на тиждень на групові процеси та ритуали та 19,9 години на додаткове навчання чи навчання (лекції, семінари, майстер-класи тощо).  Вегетаріанство заохочувалося, але не примушувалося, за винятком ашрамів і божественних центрів.
П’ять «заповідей» були частиною вчень Місії Божественного Світла:  
1. Не відкладай на завтра те, що можна зробити сьогодні.
2. Постійно медитуйте і пам’ятайте про Святе Ім’я.
3. Не залишайте місця для сумнівів у розумі.
4. Ніколи не відкладайте відвідування сатсангу.
5. Завжди май віру в Бога.

## Ашрами

### В Індії
Місія Божественного Світла почала створювати ашрами в Індії в 1960-х роках, починаючи з невеликого в Раджастані та більшого під назвою Сатлок («Місце Істини») між Делі та Харідваром.  Хушвант Сінгх, який відвідав штаб-квартиру Місії в Делі в 1973 році, описав її як фортецю з 8-футів (2,4 м) - високі стіни, залізні гратчасті ворота, що оточують внутрішній двір і комплекс будівель, здатних вмістити 100 осіб і здатних нагодувати 50 000 відвідувачів у особливих випадках. Сінгх також описав «розкішне використання мармуру, килимів від стіни до стіни, люстр і сучасних меблів» як доказ достатку. 

### На Заході
Лише невелика частина загального членства DLM жила в організованих ашрамах протягом своєї короткої історії, але кілька десятків ашрамів було створено в США, Великобританії, Європі та Австралії. Ашрамами керували «генеральні секретарі», призначені національним офісом.   У кожному ашрамі була «домашня мати», яка наглядала за приготуванням їжі, пранням, прасуванням і обслуговуванням їжі, але звичайна ізоляція домогосподарки та кухаря перетворилася на спільне свято, де всі готують і допомагають. Послідовники («премії»), які жили в них, часто працювали неповний або повний робочий день на звичайних роботах і віддавали значну частину – іноді весь – свого доходу руху. Ашрами, як правило, мали пов’язаний бізнес, наприклад торгову точку Divine Sales і Divine Service Company.  Приміщення ашрамів стали ядром Місії в Сполучених Штатах, але самі ашрами не були джерелом доходу, ніколи не стаючи більш ніж самодостатніми. Послідовники, які бажали залишитися в ашрамах, заснованих Раватом, повинні були заповнити докладні заявки, які стосувалися їхніх цільових фондів, страхових полісів та інших активів.

У 1977 році Керролл Стоунер і Джо Енн Парк написали про свої візити до кількох ашрамів, що «не було жодних умовлянь чи умовлянь стати частиною цієї групи. Ми відчули спокій і мир в ашрамах.  Марк Галантер написав у 1989 році про свій візит до ашраму DLM, що:
«Атмосфера в ашрамі дійсно була вражаючою... Зовсім незнайомі люди зустріли мене дружньо, навіть інтимно. Інтенсивна спільність членів була відразу очевидна, якість, яка явно була важливим аспектом діяльності групи. Можна було відчути близькість серед присутніх і відсутність дрібної напруги, яка очікувалася б в оточенні, де два десятки людей жили в тісних приміщеннях... Турбота й інтимність, що відображали згуртованість групи, здавалося, приглушували будь-які прояви ворожості... Мене змусили відчути, ніби я входжу в підтримуючий конверт, щоб бути захищеним від гострих країв стосунків у зовнішньому світі. 

## Рецепція
Місія Божественного Світла була описана в різних і іноді суперечливих термінах. Його називали новим релігійним рухом, культом,  харизматичною релігійною сектою, відгалуженням Сант Мат, альтернативною релігією або відгалуженням інших традиційних релігій, молодіжна релігія, відгалуження Радхасоамі, ортодоксальна сикхська громада,  традиція, пов'язана з Адвайт Мат, релігія прозелітизму («гуруїзм»),  і неіснуючий релігійний рух. Дослідження термінів, які використовувалися в американських газетах і журналах новин, яке вивчало неспроможність засобів масової інформації використовувати більш нейтральну термінологію, яку віддають перевагу соціологи, показало, що Місія Божественного Світла згадується як «секта» в 10,3% статей, як «культ» у 24,1%, а як обидва у 13,8%. У 21,4% заголовків її називали «сектою», а «культом» — 0%. 
У 1977 році президент і речник DLM сказав, що «вони представляють церкву, а не релігію». 
У деяких країнах DLM зазнав переслідувань і навіть заборони. У 1972 році в Аргентині, в рамках розгону невеликих релігійних груп військовою хунтою, 87 членів DLM були заарештовані в Мар-дель-Плата за звинуваченнями у вживанні наркотиків і сповідуванні своєї віри. DLM, кришнаїти та Свідки Єгови були заборонені, як повідомляється, за вказівкою Римо-Католицької Церкви. У 1974 році урядова хунта Чилі (1973) заарештувала понад 200 членів, у тому числі 12 іноземців . Свідки Єгови та DLM також були заборонені владою Сінгапуру.
Бромлі та Хаммонд описали Місію Божественного Світла як таку, що належить до «категорії середньої напруги», серед рухів, які сприймалися громадськістю як дивні, а не загрозливі, і на які суспільство реагувало пильністю та остракізмом.  Психіатр Сол В. Левін писав, що DLM разом з іншими групами, такими як Церква об’єднання, користувалися низькою повагою – сім’ї відчували, що їхні діти піддаються фінансовій експлуатації, тоді як лідери груп жили в «показусі та образливій розкоші».
Рон Гівз стверджує, що Місія Божественного Світла «розвинулася в енергійний новий релігійний рух зі своїми особливими рисами, які включали характеристики сучасного північноіндійського сантпанта (сектантського інституту) і ніргуна бгакті, що поєднувалося з інтенсивним шануванням живого сатгуру та тисячолітніми очікуваннями західної контркультури».
Резюмуючи свій огляд досліджень низки нових релігійних течій, таких як Рух Ісуса, Церква Об’єднання, група Дітей Бога в Європі та Місія Божественного Світла, Джеймс Т. Річардсон, підсумовуючи свій огляд досліджень низки нових релігійних течій 1985 року, сказав, що «життя в нових релігіях є часто терапевтичний, а не шкідливий», і припустив, що молоді люди, яких приваблюють ці рухи, своєю залученістю підтверджують свій ідеалізм. Річардсон стверджував, що в його огляді було виявлено мало даних, які підтверджують майже повністю негативну картину цих груп, намальовану декількома фахівцями з психічного здоров’я та іншими. 

## Відомі члени
- Джонатан Кайнер [131]
- Софія Кольєр [47]
- Ренні Девіс [45]
- Пол Данмолл [132]
- Тімоті Голвей [133]
- Рон Гівз
- Майкл Нурі
- Джиммі Дейл Гілмор [134]
- Джон Грефе [135]
- Томмі Хенкок
- Дженні Маклеод [136]
- Джонні Роджерс [137]